# 東金市女児殺害事件
東金市女児殺害事件（とうがねし じょじさつがいじけん）とは、2008年（平成20年）9月に千葉県東金市で発生した殺人事件。犯人の男に軽度の知的障害があったため、訴訟能力や刑事責任能力の程度が公判の争点として注目された。

## 概要
2008年（平成20年）9月21日12時25分ごろ、千葉県東金市東上宿の東金南公園近くの路上で女児（当時5歳）が全裸で倒れているのを通行人が発見し110番通報した。通報を受けて東金警察署の署員が駆けつけたところ、女児は意識がなく心肺停止状態だった。その後、搬送された病院で死亡が確認された。
司法解剖の結果、死因は鼻と口を圧迫したらしい窒息死であり、目立った外傷はなく、左腕に強くつかまれたあざと出血があった。現場から約100メートル離れたマンションの屋外駐車場では、車の下部から被害女児が身に着けていたTシャツ、半ズボン、下着、靴が入ったレジ袋2つが発見された。レジ袋は地元スーパーの物であった。

## 捜査
千葉県警は女児が事件に巻き込まれたと見て東金警察署に捜査本部を設置、目撃証言を基に捜査を開始した。
女児は正午直前まで母親が勤務する病院にいた後、1人で東金南公園方面に走っていたのを目撃されたことから、犯行時間は正午から12時25分までの「25分間」とされた。また、12時10分ごろは現場に異常がなかったとする2人の通行人の証言もあり、女児が遺棄されたのは12時10分から25分までの「15分間」とされた。
そのため、周辺人物による犯行と見て聞き込み調査に全力を上げたが有力な物証がなく、事件当時の女児の足取りが掴めなかったため、捜査は難航した。これを受けて捜査本部は東金中央公園や東金駅前などで遺体発見現場の地図と女児の写真を掲載したビラを配布し、情報提供を呼び掛けた。
2008年12月6日、東金警察署捜査本部は現場近くのマンションに住む男K（当時21歳）を死体遺棄容疑で逮捕した。捜査本部に寄せられた不審者情報の中から、事件発覚前に現場周辺で女児や成人女性に声かけやつきまといをしていた男が捜査線上に浮上。また、「小太りの男が裸の女児を肩にかついで運んでいた」という男の特徴に合致した目撃証言も得た。証拠としては現場付近に女児の衣服が入れられていたレジ袋が発見され、レジ袋に付着していた指紋が男のものと一致していたことや男の母親の髪の毛が入っていたことなどが挙げられた。
男は2001年（平成13年）に軽度の知的障害と診断されていたが、問題なく社会生活を送っていたため、捜査本部は刑事責任能力はあると判断。男が「女の子を抱きかかえて自室から外に出て、遺体を捨てた」と容疑を認める供述をしていることから殺人容疑でも追及した。また、千葉地方検察庁と千葉県警は取り調べの一部を録音・録画しながら全容解明に努めた。
2008年12月19日、千葉地方裁判所（武富一晃裁判官）は弁護側が勾留理由開示請求をしたため、同日出廷した男に対して「（女児の）死因が明らかでないことなどから、罪証を隠滅する恐れや逃亡を疑うに足る相当の理由がある」と勾留理由を開示した。また、千葉県弁護士会は千葉地検と千葉県警に対し「全過程の録画・録音」の実施などを申し入れた。さらに知的障害者支援団体「千葉県手をつなぐ育成会」は「質問の意味を取り違えたり、質問する側の誘導を受けやすかったりすることが想像される」として取り調べ方法に関する要望書を千葉地検と東金警察署に提出した。
2008年12月26日、東金警察署捜査本部はKを殺人容疑で再逮捕した。動機についてKは「女の子に帰れと言ったのに帰らなかったので押し問答になり、殺そうと思って風呂の水につけた」という趣旨の供述をした。千葉地検は男が軽度の知的障害を持っていたため、簡易鑑定を実施。鑑定の結果、刑事責任能力に問題はないとの結果が出たため、死体遺棄容疑について処分保留とし、正式に精神鑑定を実施した後、殺人容疑と合わせて刑事処分を決める方針を固めた。
2009年（平成21年）1月13日からKは精神鑑定のため、鑑定留置された。この鑑定により「精神遅滞が犯行を引き起こした可能性はあるが、善悪の判断能力には影響はなかった」との結果が出たため、千葉地検は刑事責任能力に問題はないとしてKを起訴する方針を固めた。
2009年4月17日、千葉地検は殺人と死体遺棄及び未成年者略取の罪でKを起訴した。裁判員制度の施行を目前にしての起訴であった。
2009年12月2日、被告人Kの弁護団は、レジ袋から検出された掌紋・指紋を民間の指紋鑑定士（元栃木県警鑑識課員）に独自で鑑定を依頼したところ、被告人のものと一致しないという結果が得られた旨明らかにした。

## 刑事裁判
2009年7月から公判前整理手続協議が始まったが、Kの説明が一貫しなかったため、担当弁護人も「何があったかを自分で説明できるならよいが、話す内容が定まらない」と述べるなど公判における争点が定まらず、協議が長期化した。
2010年（平成22年）1月25日の第8回公判前整理手続で「一致しない」という指紋鑑定書及びKの運動能力やコミュニケーション能力に関する鑑定結果を証拠提出、記者会見を開いて無罪を主張する方針を表明した。鑑定では発達障害の専門家などに依頼して心理テストなどを実施。その結果、Kは起訴事実の通りに犯行を遂行する能力がないため、「取り調べの方法が不適切で、供述の任意性、信用性がない」とした。
しかし、主任弁護人の辞任を機に弁護方針は無罪主張から、一転して犯人性があるという主張に変わった。事実に関する検察側の主張や調書の信用性任意性も全面的に認め、その上で訴訟能力の欠如や責任能力は限定的であると主張した。
2010年12月17日、千葉地裁（栃木力裁判長）で被告人Kの初公判が開かれ、Kは罪状認否で起訴事実を認めた。冒頭陳述で検察側は、Kは女児と友達になりたいと思ったがうまくいかず、ハンカチで口を押さえて抱きかかえ自宅に連れていったと指摘。その後、女児から「帰りたい、ばか」と泣き叫びながら言われたことに立腹して殺害を決意したとして「短絡的な動機で残酷な犯行だ」と指摘した。また刑事責任能力については、被告人には訴訟能力があり、犯行時も完全責任能力があったと主張した。一方、弁護側はKに知的障害があることを理由に「訴訟能力がなく、殺人については心神耗弱の状態だった」と主張、公判停止か減軽を求めた。
2010年12月22日、被告人質問が行われ、弁護側が裁判官や検察官、弁護人、証人などの言葉をスクリーンに映し出してKに意味を尋ねたが、Kは「わかりません」と回答した。一方で、現時点における女児や遺族への気持ちを問われた際は「ただただ、ごめんなさいと言いたい」と述べて謝罪した。
2011年（平成23年）1月12日、Kの母親が証人として出廷し、事件当時のKについて「おしゃべり好きで優しい印象。暴力を振るったりけんかする場面は見たことがない」と証言した。一方で「人との距離感がつかめない様子があった」とも述べた。また、Kの知的障害に対する認識などについて「（障害について相談する相手は）いなかった。障害への認識不足で愛情を素直に表現できなかった」と心情を吐露。その上で「被害者と遺族にただただ申し訳ない」と遺族に対して謝罪した。
2011年1月20日、論告求刑公判が開かれ、検察側は「何の落ち度もない幼い子供を拉致、殺害した粗暴で残酷な犯行」として懲役20年を求刑した。同日の最終弁論で弁護側は被告人の知的障害を理由に「訴訟能力はない」として公判停止を求め、殺害時の責任能力は限定的だったと心神耗弱を主張、改めて減軽を求めて結審した。
被害者参加制度を利用して出廷した女児の母親は「（娘は）大切な宝物みたいな存在でした」と訴え、祖父は意見陳述で「絶対に許せません」と述べた。また、遺族側の代理人弁護士はKに対し無期懲役を求めた。
2011年3月4日、千葉地裁（栃木力裁判長）で判決公判が開かれ、裁判長は「精神遅滞による判断や行動制御能力の低下の影響は認められるが、完全責任能力はある」として懲役15年の判決を言い渡した。
判決ではKの訴訟能力及び刑事責任能力を認めた上で「独り善がりの犯行で、浴槽に沈めて溺死させた殺害様態は残忍。幼児が白昼に連れ去られ、社会に及ぼした影響も大きい」と指摘。量刑については「一般人と比べれば刑事責任の非難の度合いには限りがある」として知的障害の影響を理由に減軽した。3月16日、Kは判決を不服として控訴した。

### 上訴審
2011年8月23日、東京高等裁判所（村瀬均裁判長)で控訴審初公判が開かれ、検察側は控訴棄却を、弁護側は「訴訟能力はなく、犯行時は心神耗弱だった」として一審に続き公判停止と減軽を訴えて即日結審した。
2011年9月29日、東京高裁（村瀬均裁判長）は「コミュニケーションに支障はなく、犯行の発覚を防ごうと合目的的な行動もしている」として一審・千葉地裁の判決を支持し、Kの控訴を棄却した。判決では、一審と同様にKの訴訟能力及び完全責任能力を認定した上で「友達になりたいと思って連れ去った女児が泣き叫んだことに怒りを募らせて殺害しており、身勝手で残忍。刑事責任は重い」として一審の量刑は妥当と結論付けた。10月7日、Kは判決を不服として上告した。
2012年（平成24年）3月27日、最高裁判所第一小法廷（白木勇裁判長）はKの上告を棄却する決定を出した。上告棄却決定に対する異議申し立ても4月20日付で棄却されたため、懲役15年の判決が確定した。

## 損害賠償請求
2010年12月、女児の母親が「損害賠償命令制度」に基づき、損害賠償請求を千葉地裁に申し立てた。
2011年3月30日、千葉地裁はKに対して慰謝料3000万円などを女児の遺族に支払う命令を出した。この命令に対してKは異議の申し立てをしなかったため、支払い命令が確定した。